# Saul (Alfieri)
Saul è una tragedia di Vittorio Alfieri in endecasillabi sciolti strutturata in cinque atti. La vicenda, tratta dalla Bibbia, è incentrata sulle ultime ore di Saul, nell'accampamento militare di Gelboè durante la guerra contro i Filistei.
Nella narrazione, l'Alfieri si è attenuto all'unità di tempo (un giorno), di spazio (Gelboé) e di azione, prettamente aristoteliche.
Ideata e composta nel 1782, la tragedia fu dedicata dallo scrittore astigiano all'amico Tommaso Valperga di Caluso, filosofo e docente di lingue orientali.

## Trama

### Atto I
David compare nel campo degli Israeliti a Gelboè; egli non vuole più vivere fuggendo da Saul e desidera combattere i Filistei. Giunge Gionata, felice di rivedere l'amico. Gionata racconta a David che Saul, preda di uno spirito malvagio («un rio demon, che fero gl'invasa il cor»), è pericolosamente avvinto dalle lusinghe del perfido Abner e che Micol vive tristemente per la sua assenza. David chiede a Gionata quando potrà rivederla. Micol appare annunciando al fratello che si vuole mettere in cerca dell'amato ma David, che si era fatto da parte, si unisce a lei e i due si ritrovano uniti. Decidono che si dovrà cercare il momento propizio per presentarsi a Saul e cercare una buona riconciliazione

### Atto II
Saul sta conversando con Abner, rimpiangendo la propria passata grandezza e dispiacendosi per l'attuale disgrazia, che Abner attribuisce a David. Saul racconta un recente sogno, nel quale l'ombra di Samuele gli ha tolto la corona dal capo per posarla su quello di David, ma David non l'ha accettata, dicendo a Samuele di restituirla a Saul. Giungono Gionata e Micol; essi con tono persuasivo preparano Saul all'arrivo di David, che in seguito giunge e umilmente chiede a Saul di permettergli di combattere ancora contro i loro nemici. Saul sembra accettare le suppliche di David, ma interviene Abner, accusando David di tramare, con l'aiuto dei profeti, contro Saul. David dimostra la propria innocenza mostrando un lembo del mantello di Saul che gli ha tagliato mentre dormiva nella grotta di Engaddi: avrebbe potuto facilmente ucciderlo ma non lo ha voluto fare. Saul alfine si convince e si rallegra per il ritorno di David, affidandogli il comando dell'esercito, e chiede a Gionata di combattere con lui:

### Atto III
Abner espone a David il proprio piano di battaglia, che viene lodato; Abner avrà il comando della parte principale dell'esercito, mentre David e Gionata combatteranno nei pressi della tenda di Saul. David rimane solo, poi lo raggiunge Micol, dicendogli che Abner ha ancora cercato di destare la rabbia di Saul contro di lui e mostrandosi preoccupata per la sua sicurezza. Giungono anche Gionata e Saul, e quest'ultimo è visibilmente in preda a uno degli attacchi di follia che negli ultimi tempi lo hanno colpito. Ma alla fine Saul scoppia in lacrime, e Gionata chiede a David di aiutarlo a ritrovare la calma cantando uno dei carmi celesti in cui eccelle e con cui spesso in passato ha allietato il re. David accetta il consiglio, ricorrendo a poemi lirici di metro vario, secondo il tema che intende celebrare. I versi finali di tono guerresco, però, in cui David vanta le proprie doti («due spade ha nel campo il popol nostro») risvegliano ancora la follia di Saul, che cerca di afferrare la spada per abbattere David; Gionata e Micol glielo impediscono e David fugge.

### Atto IV
Gionata e Micol si lamentano dello stato di Saul. Quest'ultimo giunge, chiedendo a Micol di condurgli David. Rimasto solo con Gionata, Saul gli racconta i suoi contrastanti sentimenti di odio e amore per David, che Gionata attribuisce alla volontà celeste. Giunge Abner, dicendo che nel momento della battaglia imminente David è scomparso, e che il sacerdote Achimelech, che conduce con sé, è stato scoperto nel campo. Achimelech ammette la propria identità, e Saul lo accusa di avere aiutato David consegnandogli la spada di Golia:
Achimelech difende David, predice a Saul la prossima sventura e indica in Abner un malvagio consigliere («Ve' chi a morir ti spinge: costui; quest'Abner, di Satàn fratello»).
Saul comanda che Achimelech venga messo a morte, nonostante le suppliche di Gionata, e ordina ad Abner di cambiare i piani di battaglia decisi da David: egli vuole che si combatta al mattino e non al pomeriggio, come invece David e Abner avevano stabilito, per avere il sole alle spalle e in faccia al nemico. Rientra Micol senza David, e monta ancora la furia di Saul, il quale ordina che le armi siano rivolte contro David se questo si presenterà in battaglia, poi si trova a pensare di potersi fidare solo di se stesso:

### Atto V
David e Micol si separano teneramente: Micol ha riferito le intenzioni di Saul al marito, e questi a malincuore decide di fuggire, ma non vuole che lei l'accompagni, perché prevede di andare incontro a dure avversità. Micol resta sola e sente inattesi suoni di battaglia in lontananza, e presso di lei Saul che si lamenta gemendo. Saul entra in preda al delirio: vede la morte incombere su sé e i suoi figli, si rimprovera per l'assassinio di Achimelech e vorrebbe richiamare David per donargli il trono. Accorre Abner accompagnato da alcuni soldati in fuga, dicendo che c'è stato un improvviso attacco dei Filistei, che hanno sconfitto le forze di Saul e ora sono sul punto di minacciare Saul stesso. Saul non ascolta le suppliche di Abner di fuggire, ma gli chiede di portare in salvo Micol, l'unica figlia che gli resta poiché anche Gionata è stato ucciso. I Filistei entrano mentre Saul, ritrovati dignità e lucidità, dopo avere riconosciuto che l'ira divina lo ha portato alla disfatta, è nell'atto di trafiggersi con la propria spada:

## Commento
Saul, coraggioso guerriero, fu incoronato re di Israele su richiesta del popolo e consacrato dal sacerdote Samuele, che lo unse in nome di Dio. Col tempo, però, Saul si allontanò da Dio finendo per compiere diversi atti di empietà. Allora Samuele, su ordine del Signore, consacrò re un umile pastore: David. Questi fu chiamato alla corte di Saul per placare con il suo canto l'animo del re, e lì riuscì ad ottenere l'amicizia di Gionata, figlio del re, e la mano della giovane figlia di Saul, Micol.
David generò però una forte invidia nel re, che vide in lui un usurpatore e al tempo stesso vi vide la propria passata giovinezza. David venne perseguitato da Saul e costretto a rifugiarsi in terre dei filistei (e per questo accusato di tradimento).

La vicenda del Saul narra le ultime ore di vita del re e vede il ritorno di David, che da prode guerriero è accorso in aiuto del suo popolo in guerra con i Filistei, pur sapendo bene il rischio che ciò poteva comportare per la sua vita. David è pronto a farsi uccidere dal re, ma prima vuole poter combattere con il suo popolo. Saul lo vuole uccidere, ma dopo averlo ascoltato si convince a dargli il comando dell'esercito. David ad un certo punto commette però un errore, parlando di “due agnelli” in Israele, e ciò genera il delirio omicida di Saul verso il giovane. Saul poi spiega a Gionata la dura legge del trono, per la quale “il fratello uccide il fratello”. Questi versi rappresentano la concezione della monarchia come tirannide secondo Alfieri. 
Davanti al re arriva il sacerdote Achimelech, che porta a Gionata la condanna divina e lo mette al corrente dell'avvenuta incoronazione di David. Il re fa uccidere il sacerdote, e da quel momento egli andrà sempre più verso il delirio.
Nell'ultimo atto, Saul prevede in un incubo la propria morte e quella dei suoi figli e con una visione piena di sangue si ridesta, e coglie la realtà dei fatti: i Filistei li stanno attaccando, e l'esercito israelita non riesce a difendersi. A questo punto Saul ritrova se stesso, e uccidendosi riconquista l'integrità di uomo e di re.
L'azione della tragedia gravita attorno alla figura del re Saul, in costante oscillazione tra passioni opposte.
Su di lui pende la condanna di Dio, e di questo Saul è convinto in quanto consapevole delle proprie azioni, da cui il suo tormento. Un tormento che si manifesta sotto forma di incubi e di follia ad opera di uno spirito maligno. Come si evidenzia nella terza scena del quarto atto in cui Saul rivolgendosi al re Filisteo Arcamazeh si dice pronto ad affrontare la morte solo per porre fine alla sofferenza sua e della sua stirpe annullando la maledizione che grava su di lui.
Nel II atto Saul narra un incubo nel quale il sacerdote Samuele chiamava lui e la sua discendenza alla morte, poi questi gli “strappa la corona dal crine” per metterla sulla testa del nuovo re di Israele: David.
Saul odia David, colui che ai suoi occhi vuole portargli via la dignità reale e l'amore della figlia. David è un valoroso guerriero noto in tutto il mondo, mentre Saul ormai è un vecchio re in decadenza, prossimo alla morte. Se da un lato Saul è conscio del fatto che solo David può ottenere la vittoria sicura sui Filistei e dare l'amore alla figlia, dall'altra il vertiginoso aumento del potere di David, già incoronato re dai sacerdoti, crea in lui un odio senza limiti.
È così che Saul si trova a combattere, in perenne fluttuazione tra due passioni opposte. Egli non riesce più ad essere contemporaneamente padre e re vincente. Il suo è un io disgregato, incapace di ritrovare l'unità. Questo aspetto in particolare fu analizzato dall'allievo di Freud Jung nell'analisi degli archetipi. È proprio un percorso verso l'unità di Saul, quello che si compie lungo i cinque atti della tragedia. Saul passa attraverso i sentimenti più contrapposti mentre si avvicina man mano la sua ultima meta: il suicidio.
Egli troverà finalmente la sua integrità attraverso una rinuncia radicale: uomo che rifiuta la vita, padre che rinuncia alla figlia, re che rinuncia al suo popolo che “cade”. Ma ritrova un'immagine definitiva e coerente che nessuno potrà annullare. È così che la rinuncia va letta come un supremo possesso: con la morte Saul espia i suoi eccessi sanguinosi e tirannici, rinuncia alla figlia dandole una prova di offerta d'amore.
Pur prendendo il soggetto dalla Bibbia, Alfieri non dà vita ad un dramma religioso, ma ad un dramma psicologico incentrato sulla contraddittorietà di Saul. Egli è un tiranno che, dopo la sua sterminata brama di dominio, diventa un eroe lasciandosi alle spalle una lunga vita di miseria e abiezione, per poi trovare il riscatto dalla miseria delle passioni, delle debolezze e della paura attraverso il suicidio, inteso non come atto vile e rinunciatario, ma come atto eroico.

## Edizioni
- Vittorio Alfieri, Tragedie, Sansoni 1985
- Alfieri, Tragedie, Garzanti 1989